# Kaikei
Kaikei (快慶) était un busshi (sculpteur bouddhique dans le Japon ancien, comme Unkei et son maître Kōkei), actif de 1183 à 1223 d’après les documents subsistants. Il était membre de l’école Kei (Kei-ha), nommée ainsi en raison du kanshi kei (慶) figurant dans le nom de ses principaux représentants. Kaikei était également appelé Anna-dabutsu ou An Amida Butsu (en référence au bouddha Amida), et son style se nomme An’amiyō (style Anami). La plupart de ses œuvres ont une hauteur d’environ trois shaku et un grand nombre d’entre elles nous sont parvenues.

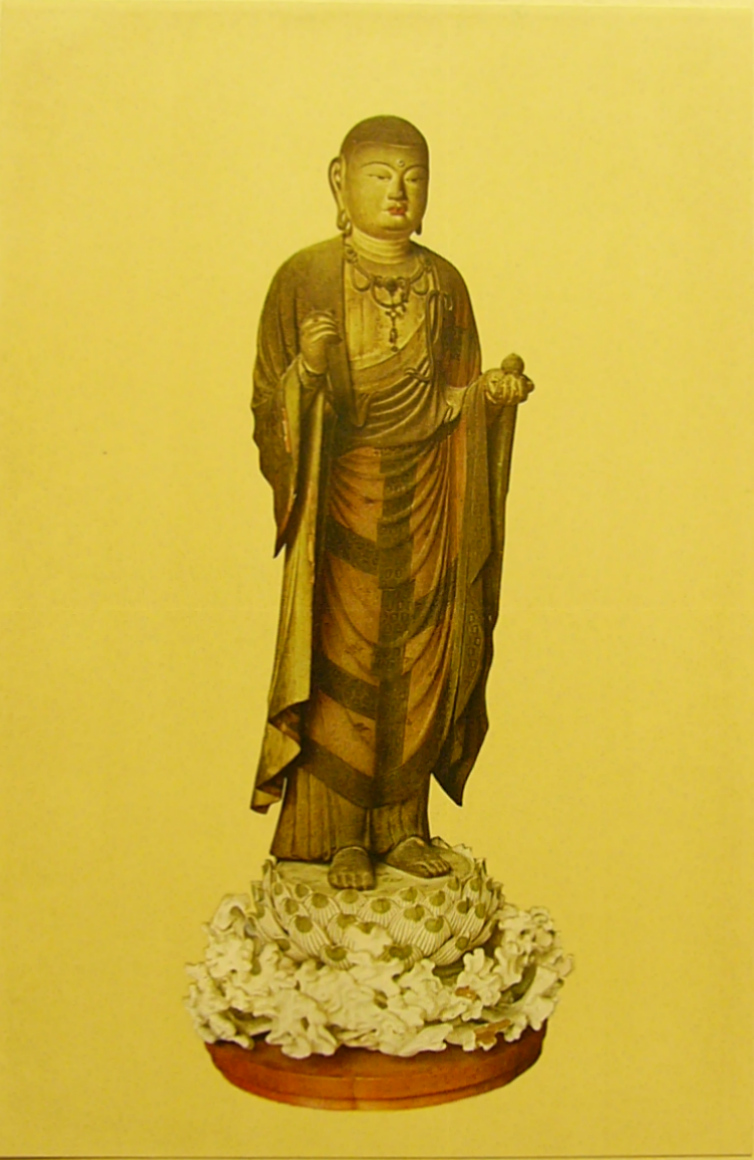
Jizō, bois peint, Kaikei

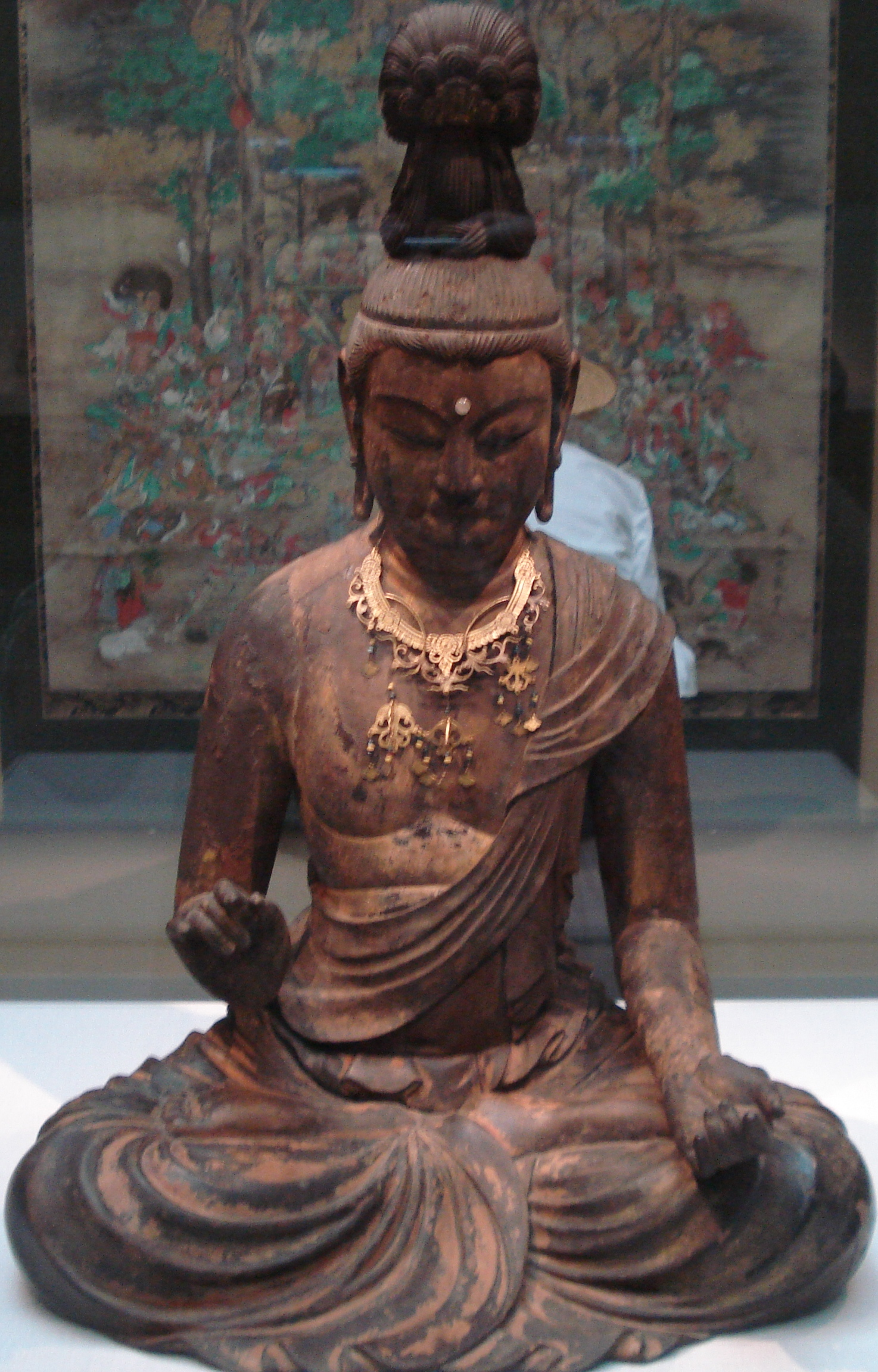
Bodhisattva, laque, or et cuivre sur bois, cristaux pour les yeux, Kaikei

De nos jours, Kaikei et peut-être plus encore son compagnon d’apprentissage Unkei sont considérés comme les deux plus grands maîtres de leur temps, qui ont profondément défini et influencé la sculpture de Kamakura,. Kaikei a fait l’objet de plusieurs monographies synthétisant l’état de la recherche sur le sujet, notamment des historiens de l’art Hisashi Mōri, Takeshi Kobayashi et Saburōsuke Tanabe (voir bibliographie).

## Contexte
Kaikei fut actif au tout début de l’époque de Kamakura, période de profonde mutation au Japon, car l’aristocratie perdit tout réel pouvoir au profit des clans guerriers : c’était l’instauration du shogunat de Kamakura (bakufu). Les écoles bouddhiques ésotériques des siècles précédents (Tendai, Shingon) cédèrent également la place à un bouddhisme plus populaire et tourné vers la recherche intérieure de la foi, en particulier les écoles de la Terre pure (Jōdo en japonais). En histoire de l’art, la période reste fortement caractérisée par la sculpture de Kamakura, dernier âge d’or de la sculpture japonaise, sous l’influence de l’école Kei. Rompant avec l’idéalisme et l’académisme de Heian, elle proposait un style marqué par le réalisme, le dynamisme, les influences de la Chine des Song et l’étude des styles anciens de la période Tenpyō, correspondant mieux au goût des samouraïs, nouveaux maîtres du Japon, et des nouvelles écoles de la Terre pure,. Le matériau principal alors était le bois depuis plusieurs siècles, sculpté avec la méthode dite yosegi-zukuri (bois assemblé), qui consistait à composer une statue en assemblant les diverses pièces qui la composaient, sculptées séparément,.
C’est à Nara que l’école Kei se développa, prenant grandement part aux rénovations des temples détruits par les Taira en 1180 durant la guerre de Genpei, et sa création est communément attribuée à Kōkei, le maître de Kaikei. Ainsi, l’art de Kaikei se situe au début de la sculpture de Kamakura.

## Biographie

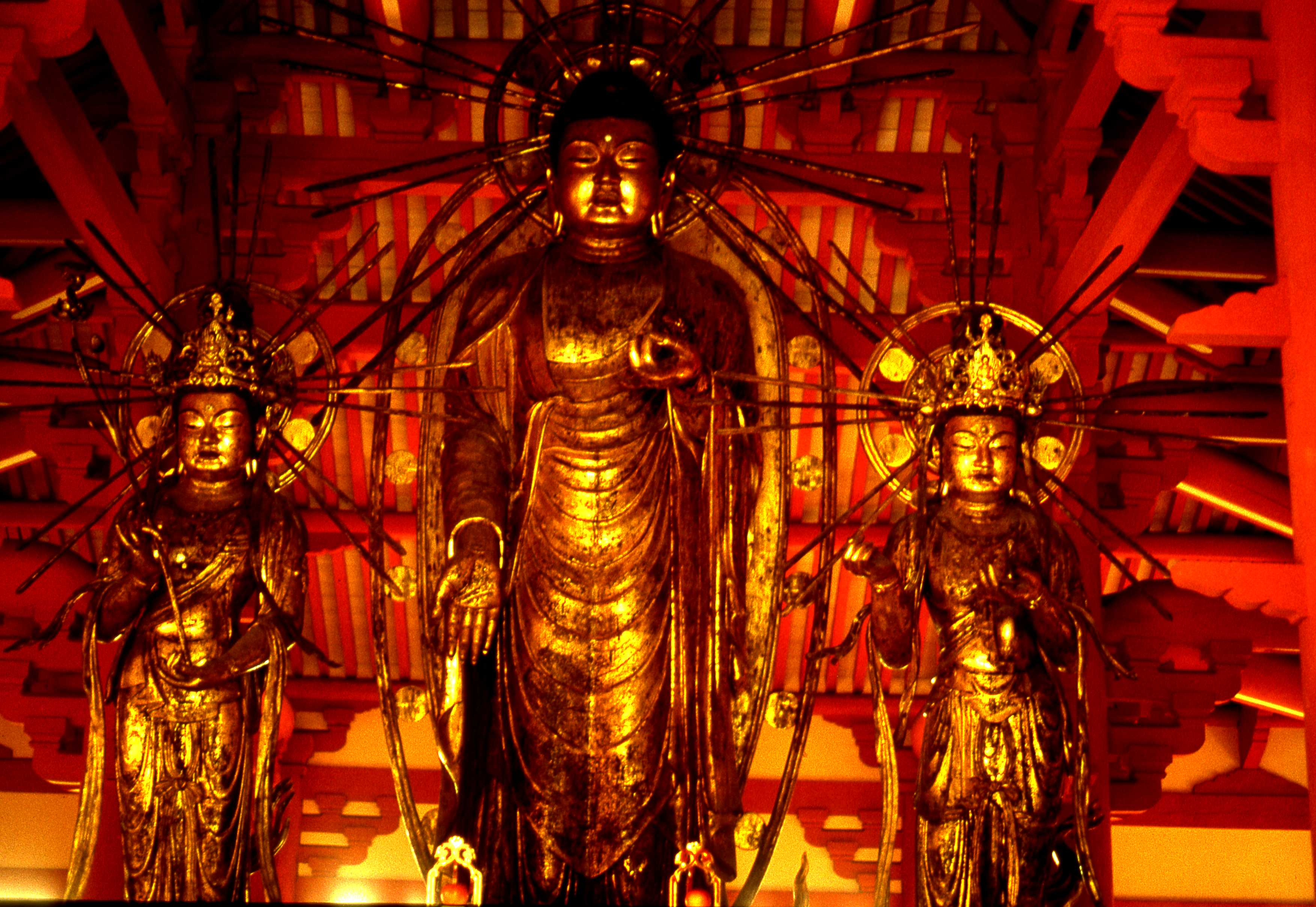
Triade d'Amida, laque et feuille d'or sur bois, Kaikei

Kaikei était tout comme Unkei un apprenti du sculpteur Kōkei, et il se familiarisa jeune avec le naturalisme de l’école Kei. Il rivalisait en talent avec Unkei, si bien que les spécialistes supposent souvent une forme de rivalité entre les deux artistes,. Avec les autres membres de l’école, il participa aux restaurations des grands temples de Nara détruits durant la guerre de Genpei. Il œuvra tout particulièrement au Tōdai-ji où il sculpta un des rois célestes (Shi Tennō) et le Kannon du Daibutsu-den (aujourd’hui perdus), les deux gardiens de la porte intérieure avec Jōkaku (Chū-mon, perdus) et participa à l’élaboration d’un des deux Niō de la grande porte sud (Nandaimon), exemple caractéristique du style réaliste Kei.
Après avoir maîtrisé la technique de l’école Kei, Kaikei explora de nombreux autres styles de sculpture à la fin du XIIe siècle, notamment l’art Song. Dans cette recherche artistique, il essayait de former un art personnel et individuel qui répondait le mieux à son caractère. Le style qui en résulta, « extraordinairement beau et élégant », est nommé An’amiyō, Anna-miyō ou Anami, en référence au bouddha Amitābha (Amida en japonais), car Kaikei était un fervent croyant de l’école amidiste Jōdo shū, un proche du moine Chōgen,, et devint d’ailleurs moine plus tard. Novateur et unique, son art suscita aux alentours des années 1200-1210 de nombreux chefs-d’œuvre comme le Jizō et le Hachiman au Tōdai-ji, et influença ensuite divers artistes. Durant cette période, il ouvrit également son propre atelier de sculpture à Nara, bien que continuant à travailler pour l'école Kei.
Dans les dernières années de sa vie, Kaikei se consacra presque exclusivement aux représentations d’Amida, mais semble perdre un peu de sa force d’expression ; selon H. Mōri, le style An’amiyō était certainement très beau, frappant par son originalité au début, mais manquant peut-être d’intensité pour s’imposer dans le temps.
Il reçut les titres de hokkyō en 1203, puis de hōgen (second titre honorifique pour les busshi) en 1210, qui témoignent du grand succès qu’il rencontra de son vivant, en partie grâce à la popularité et la simplicité des sujets qu’il sculptait,. Environ une vingtaine d’œuvres lui étant attribuées subsistent de nos jours.
Parmi ses principaux élèves figuraient Gyōkai, Eikai et Chōkai.

## Styles Kei etAn’amiyō

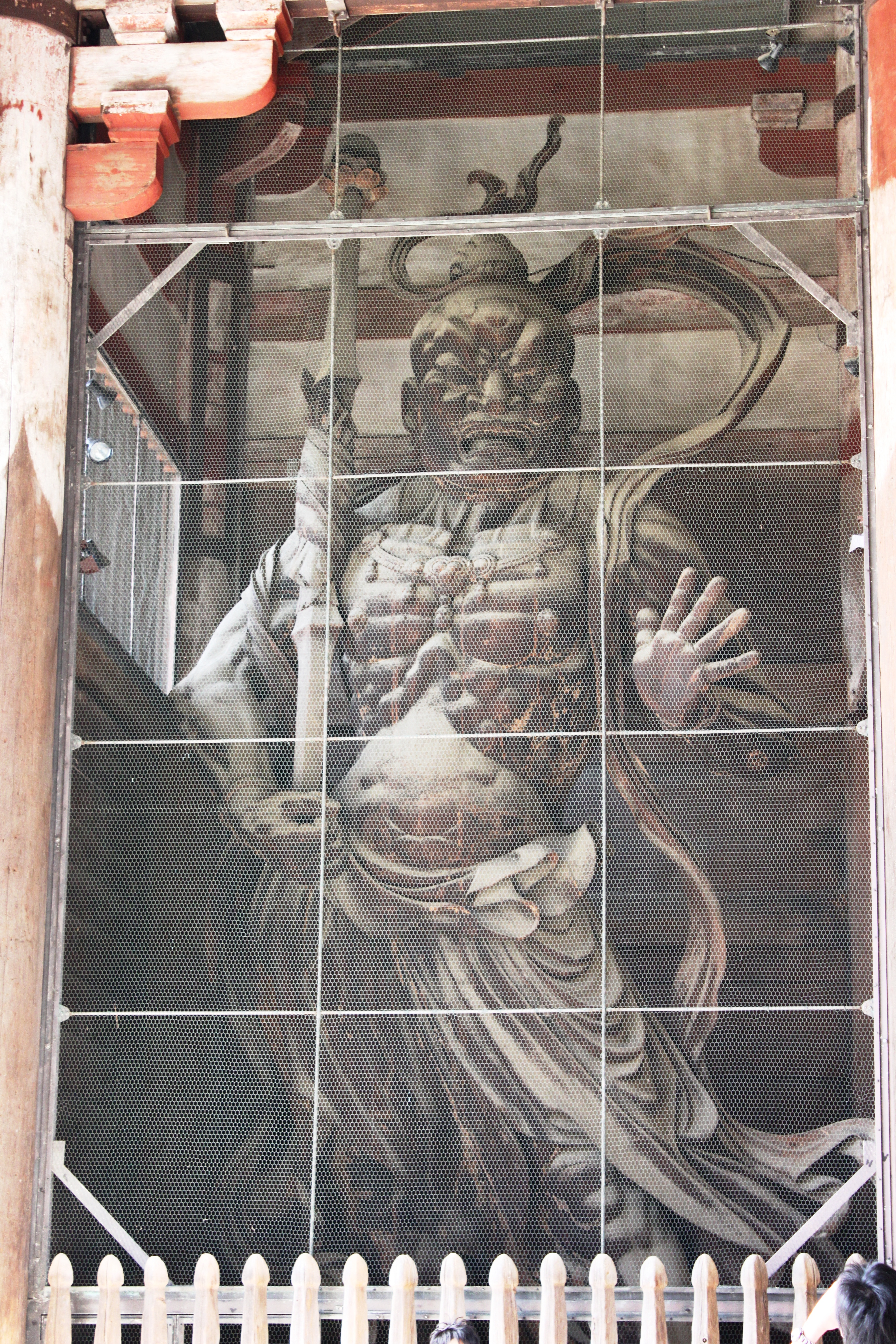
Agyō (Niō du Tōdai-ji), bois, Kaikei et école Kei

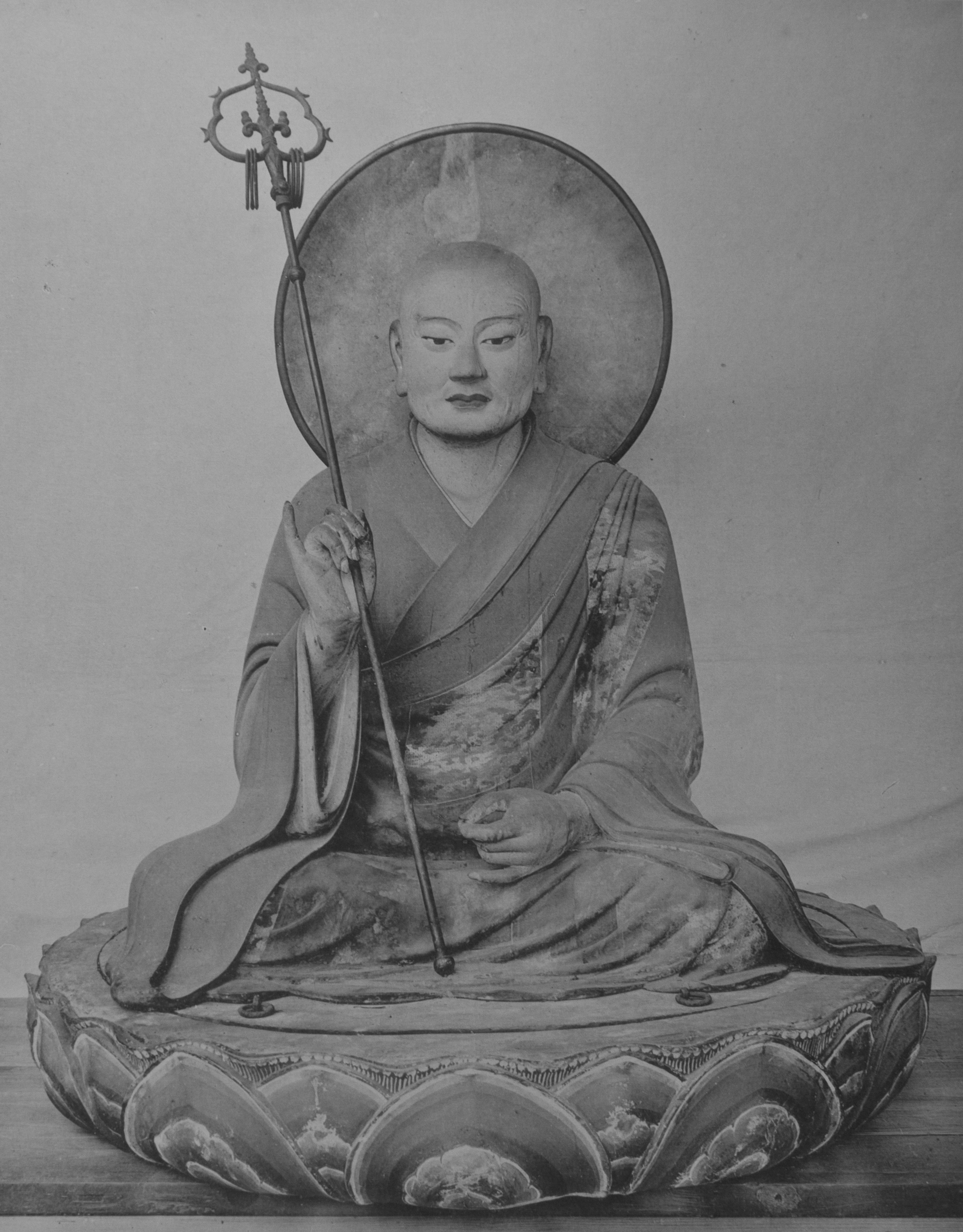
Hachiman sous l’apparence d’un moine, bois peint, Kaikei

Bien que maîtrisant les arts réalistes de l’école Kei, Kaikei était de nature plus paisible que d’autres sculpteurs de l’école comme Unkei, et son style An’amiyō, qui s’appuie sur le réalisme, reflète ce caractère. Ses statues de plus petite taille expriment la grâce, l’élégance, la dignité, la sérénité, la beauté intellectuelle,, ; comme l’écrit H. Mōri, il s’agit d’un style « féminin » en opposition au style « viril » d’Unkei. L’artiste, « sensible à la perfection brute des formes », s’attachait avec minutie aux divers petits détails de ses œuvres. 
Son style très personnel s’accompagnait d’un changement profond dans l’iconographie amidiste par rapport à ses contemporains, Kaikei traitant le sujet au moyen de petites statues debout, fines, formant le mudrā raigōin ; l’époque de Kamakura a en effet été marquée par une popularisation du bouddhisme de la Terre pure grâce à l’influence déterminante de moines comme Hōnen ainsi que des guerriers, nouveaux maîtres du Japon.
Un exemple caractéristique de son art est la représentation de Hachiman sous l’apparence d’un moine (trésor national, sanctuaire Hachiman au Tōdai-ji). Le kami shinto est représenté assis sur un piédestal en forme de fleur de lotus, une main levée tenant un sceptre (shakuzō), et la robe est richement décorée de motifs floraux à la peinture dorée (kindei),. L’artiste s’intéresse à représenter la divinité sous une forme essentiellement humaine, où la forte présence idéalisée du dieu guerrier est « subordonnée au calme et à l’élégance éthérée du moine »,. Le Jizō (Kōkei-dō au Tōdai-ji) montre quant à lui une expression de grâce, soulignée par le torse fin et le modelé brillant et minutieux de la robe,.
Parmi ses premières œuvres encore très proches du style Kei demeurent la triade d’Amida au Jōdo-ji et les deux Niō (ou Kongō-rikishi, nommés Ungyō et Agyō) du Tōdai-ji. Ces derniers, parmi les exemples les plus représentatifs de l’école de nos jours, se caractérisent par le dynamismes et l’impression de mouvements, avec le corps fin, les muscles saillants, le drapé fluide et le visage farouche. Réalisés en environ deux mois, ils ont dû requérir la participation de nombreux assistants. La tradition attribue la direction de chaque Niō à Unkei (pour Ungyō) et Kaikei (pour Agyō) ; si les travaux récents remettent éventuellement en question leur rôle exact, la participation de Kaikei à la réalisation du Agyō reste certaine.

## Œuvres principales
- Triade d'Amida au Jōdo-ji (1195), Trésor national japonais. Hauteur : 7,498 m
- Hachiman au Tōdai-ji (1201), trésor national japonais. Hauteur : 87 cm
- Deux Niō au Tōdai-ji (1203), trésor national japonais. Réalisés en collaboration avec l’école Kei. Hauteur : 8,36 m et 8,42 m
- Maitreya au Sanbō-in (1192), bien culturel important
- Vairocana au Ishiyama-dera (1194), bien culturel important
- Mahamayuri au Kinpusen-ji (1200), bien culturel important
- Jizō au Tōdai-ji (vers 1203-1208), bien culturel important. Hauteur : 90,6 cm